# Пятнистобрюхая фиджийская игуана
Пятнистобрюхая фиджийская игуана (лат. Brachylophus vitiensis) — один из 4-х видов игуан, обитающих на Фиджи.

## Описание
Длина тела до 76 см, масса до 300 грамм. От полосатой фиджийской игуаны отличается более бледными полосами на теле с чёрными чешуйками на краю полос. Способна менять окраску тела от зелёного до черноватого оттенка.

## Ареал
Живёт преимущественно в сухих лесах северо-запада Фиджи. Обитает на примерно 14 островах Фиджи, включая Игуанский Священный остров (англ. the Iguana Sanctuary island) в Ядуа-Таба (Yadua Taba). Численность игуан на острове Ядуа-Таба составляет примерно 6000 особей, это обусловлено тем, что на острове не обитают одичавшие козы, которые разрушают их места обитания.

## Образ жизни
Самцы в лесах занимают верхние участки леса, а самки и молодняк держатся внизу.
После спаривания самки откладывают от 4 до 6 яиц красно-оранжевого или золотистого цвета. У данного вида имеет место самый длинный инкубационный период среди рептилий — 189 дней.

## Охрана и численность
Пятнистобрюхая фиджийская игуана занесена в Красный перечень Международного союза охраны природы.
На острове Монурики фиджийская игуана была широко распространена до 1980-х годов. Сейчас же популяция насчитывает 9 игуан на гектар. Общая численность на острове Ядуа Таба — 6000 особей, для острова Монурики — менее 100 особей на гектар.

## Галерея

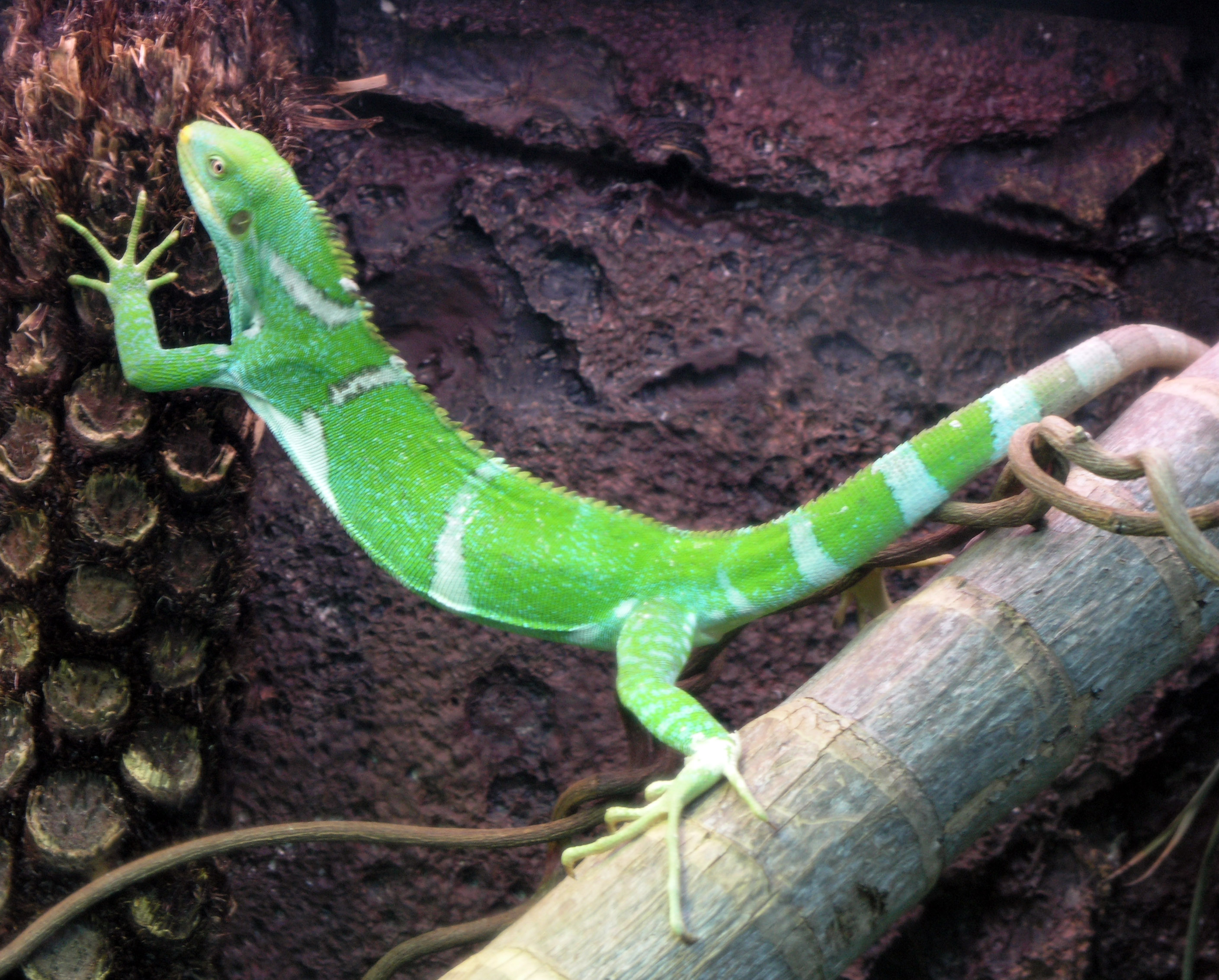
Зоопарк Перта